# Raúl Héctor Castro
Raúl Héctor Castro (Cananea (Sonora), 12 juni 1916 – San Diego (Californië), 10 april 2015) was een Amerikaans politicus en diplomaat van de Democratische Partij van Mexicaanse afkomst. Hij was de Amerikaans ambassadeur naar El Salvador van 1964 tot 1968 onder president Lyndon B. Johnson en van 1968 to 1969 de ambassadeur naar Bolivia voor president Johnson en zijn opvolger Richard Nixon. In 1975 werd hij gekozen als gouverneur van Arizona en diende tot 1977. In datzelfde jaar werd hij door president Jimmy Carter benoemd tot ambassadeur naar Argentinië waar hij bleef tot 1980.
- Gemeinsame Normdatei: 140945660
- International Standard Name Identifier: 0000 0000 7890 6823
- Library of Congress Control Number: no96006389
- National Archives and Records Administration: 10573883
- SNAC: w6hb9wv9
- Virtual International Authority File: 58669787
- WorldCat: E39PBJrgKRM6j7MqMrGcKqTyh3